# Manobia violaceipennis
Manobia violaceipennis es una especie de insecto coleóptero de la familia Chrysomelidae. Fue descrita científicamente en 1992 por Medvedev.